# البحث عن كاميلوت
البحث عن كاميلوت (بالإنجليزية: Quest for Camelot) هو فيلم رسوم متحركة موسيقي أمريكي عام 1998 من إنتاج شركة وارنر براذرز أنيميشن وإخراج فريدريك دو تشاو ويستند بشكل فضفاض إلى رواية عام 1976 The King's Damosel للمخرج فيرا تشابمان. يضم أصوات جيسالين جيلسيج وكاري إلويس وغاري أولدمان وبريان وايت ودون ريكلز. يقوم أندريا كور وبريان وايت وسيلين ديون أيضًا بالأصوات الغنائية للشخصيات الرئيسية.

## قصة
السير ليونيل هو أحد فرسان المائدة المستديرة. تحلم ابنته كايلي بأن تصبح فارسًا مثل والدها. في كاميلوت ، أحد الفرسان ، سيد شرير يدعى اللورد روبر - أراد الإطاحة بالملك آرثر - حاول اغتياله ، لكن ليونيل ضحى بنفسه لإنقاذه ، لكنه قُتل على يد روبر ، الذي هرب من كاميلوت في المنفى بعد صده من قبل سيف آرثر إكسكاليبور. أثناء جنازة ليونيل ، أخبرت آرثر كايلي ووالدتها جوليانا أنهما سيتم الترحيب بهما في حالة قدومهما إلى كاميلوت. على مر السنين ، تدربت كايلي نفسها لتصبح فارسًا أثناء قيامها بواجباتها في مزرعة عائلتها.
بعد عقد من الزمان ، هاجم غريفين روبر كاميلوت ، وسرق إكسكاليبور. يهاجم صقر ميرلين الأليف آيدن الغريفين مما يتسبب في سقوط السيف في الغابة المحرمة. يطير جريفين بعيدًا بعد قتال مع المخلوقات الشائكة. في اليوم التالي ، تتجادل كايلي وجوليانا حول ذهابها للبحث عن إكسكاليبور بنفسها. في تلك الليلة ، غزا روبر منزل كايلي ، واحتجز الجميع كرهائن ، واستخدم جرعة اشتراها من السحرة ليصنع محاربي الصلب من أتباعه من البشر وديك ذو نقرة الدجاج ، والذي أصبح يعرف باسم بلاديبيك. يخطط لاستخدام جوليانا للدخول إلى كاميلوت.
بعد الهروب والاستماع إلى محادثة روبر وغريفين ، تدخل كايلي الغابة المحرمة حيث تصادف غاريت ، وهو ناسك أعمى ، وآيدن ، الذي أنقذها من رجال الصلب وبلاديبيك الذي أرسله روبر للقبض عليها. تقنعه كايلي بمساعدتها في العثور على إكسكاليبور ، مما أدى إلى إحجامه عن ذلك. يدخلون بلد التنين ويلتقون بتنين ذو رأسين يدعى ديفون وكورنوال ، يكرهان بعضهما البعض ، ولا يستطيعان تنفس النار أو الطيران ، ويريدان أن يكونا تنانين فرديين. بعد الهروب من التنانين المهاجمة وروبر مع أتباعه ، قرر ديفون وكورنوال الانضمام إلى المجموعة ؛ يوافق غاريت على مضض بعد أن يقنعه كايلي. إنهم يخيمون في الغابة ، حيث علم كايلي أن غاريت كان في يوم من الأيام صبيًا مستقرًا في كاميلوت ، وقد أعمته إحدى الخيول التي كان ينقذها من حريق مستقر. وقف ليونيل إلى جانب غاريت وعلمه التكيف مع ظروفه.
في اليوم التالي ، وجدوا حزام إكسكاليبور في بصمة عملاقة. يؤدي إصرار كايلي على تشتيت انتباه غاريت إلى تفويت إشارة آيدن ، وإصابة أحد رجال روبر. يستخدم كايلي مخلوقات الأدغال الشائكة لمحاصرة روبر ورجاله ، ويرافق غاريت إلى كهف بعيد حيث يشفي سحر الغابة جروح غاريت. أثناء وجوده في الكهف ، يبدأ كايلي وجاريت في الوقوع في الحب. في اليوم التالي ، تذهب المجموعة إلى كهف عملاق حيث يوجد غول يشبه الصخر يحمل إكسكاليبور ، ويستخدمه كعود أسنان. ينجح كايلي في استرداد إكسكاليبور ويهربون قبل أن يتمكن روبر من الوصول إليه.
بعد الخروج من الغابة مع إكسكاليبور ، اختار غاريت البقاء في الغابة ، وشعورًا بعدم الارتياح في كاميلوت. بعد مغادرته ، يلتقط روبر كايلي ، ويأخذ إكسكاليبور ويدمجها بذراعه الأيمن ، قبل أن يرمي كايلي في العربة مع جوليانا. هرع ديفون وكورنوال ، اللذان يشهدان ذلك ، إلى غاريت وإقناعه بإنقاذ كايلي. من خلال العمل معًا لأول مرة ، يمكن لـ ديفون وكورنوال الطيران واستنشاق النار ، ويطيران بـ غاريت إلى كاميلوت. يتصالح بلاديبيك مع دجاجته التي تنقر باستمرار وتحرر كايلي من حبالها ، وتحذر الحراس من فخ روبر ، وتكشف عنه هو ورجاله الفولاذيون. يصل غاريت وديفون وكورنوال في الوقت المناسب ويساعدها غاريت ويدخلون القلعة بينما ينقذ ديفون وكورنوال آيدن من براثن The Griffin ويصدون The Griffin.
في الداخل ، وجدوا أن روبر يحاول قتل آرثر مع إكسكاليبور ، وهو يشمت بمدى قوته الآن. يتدخل كايلي وغاريت ويخدعان روبر لإعادة إكسكاليبور إلى حجره ، مما يتسبب في تفكك سحره روبر ، ويعيد الرجال الصلب ، بما في ذلك بلاديبيك ، إلى الوضع الطبيعي ويفصلون مؤقتًا ديفون وكورنوال ، لكنهم ينتهي بهم الأمر معًا مرة أخرى أثناء تعانق بعضهم البعض. في وقت لاحق ، مع استعادة كاميلوت لمجدها السابق ، تزوج كايلي وغاريت وأصبحا فرسان المائدة المستديرة.

## وصلات خارجية
- البحث عن كاميلوت على موقع IMDb (الإنجليزية)
- البحث عن كاميلوت على موقع ميتاكريتيك (الإنجليزية)
- البحث عن كاميلوت على موقع روتن توميتوز (الإنجليزية)
- البحث عن كاميلوت على موقع نتفليكس (الإنجليزية)
- البحث عن كاميلوت على موقع قاعدة بيانات الأفلام العربية
- البحث عن كاميلوت على موقع ألو سيني (الفرنسية)
- البحث عن كاميلوت على موقع Turner Classic Movies (الإنجليزية)
- البحث عن كاميلوت على موقع أول موفي (الإنجليزية)
- البحث عن كاميلوت على موقع بوكس أوفيس موجو (الإنجليزية)
- البحث عن كاميلوت على موقع فيلمافينيتي (الإسبانية)